# Santa Maria delle Grazie a Casal Boccone (titolo cardinalizio)
Santa Maria delle Grazie a Casal Boccone (in latino Titulus Sanctæ Mariæ Gratiarum in Casalis Boccone) è un titolo cardinalizio istituito da papa Francesco il 7 dicembre 2024.
Il titolo insiste sulla chiesa di Santa Maria delle Grazie, in zona Casal Boccone, sede parrocchiale istituita il 1º ottobre 1985.
Dal 7 dicembre 2024 il primo titolare è il cardinale peruviano Carlos Castillo Mattasoglio, arcivescovo metropolita di Lima.

## Titolari
- Carlos Castillo Mattasoglio, dal 7 dicembre 2024